# Едноличен търговец
Едноличен търговец (ЕТ) е вид търговец. За да бъде едно лице ЕТ, то задължително трябва да е физическо (не юридическо) лице и трябва да е дееспособно. Чужденци могат да се регистрират като ЕТ в България, но само ако имат постоянно местожителство в страната.

## Регистрация на ЕТ
За регистрацията на ЕТ трябва да се:
- подаде заявление за вписване в Търговски регистър към Агенция по вписванията
- представи заверен образец от подписа, който не е задължително да е нотариално заверен, за разлика от останалите търговски дружества
- внесе такса
- представи писмена декларация, че лицето не е лишено от правото да упражнява търговска дейност

## Фирма на ЕТ
Фирма на ЕТ е наименованието, под което ЕТ осъществява дейността си. Задължително трябва да съдържа личното или фамилното име, с което лицето е известно в обществото. Може да съдържа и друга дума, която не е свързана с лицето.
Едно лице може да регистрира само една фирма на свое име.
Фирмата на ЕТ може да бъде прехвърлена на трето лице само заедно с предприятието му, защото фирмата е елемент от него. При прехвърлянето към наименованието трябва да се добави и името на новия собственик.